# Lončarjev Dol
Lončarjev Dol este o localitate din comuna Sevnica, Slovenia, cu o populație de 209 locuitori.